# Cymbopappus piliferus
Cymbopappus piliferus là một loài thực vật có hoa trong họ Cúc. Loài này được (Thell.) B.Nord. mô tả khoa học đầu tiên năm 1987.